# Detergente enzimático
Detergente enzimático é um produto destinado a limpeza de materiais cirúrgicos. Possui em sua formulação enzimas hidrolíticas e um tensoativo.